# 88 (담배)
88은 KT&G에서 생산했던 담배이다. 2011년 5월부로 공급이 중단되어 모두 단종되었다.
1987년 담배인삼공사는 새로 출시되는 담배의 명칭을 공모했고, 단대부고에 재학하던 학생이 '88'로 응모해 당선됐다.
당선된 학생이 88이라는 이름을 지은 이유는 단순히 이듬해 열리는 88서울올림픽이 생각났기 때문인 것으로 알려졌다. 흡연 여부는 알 수가 없다.
단종된 이후 10년 만인 2021년 3월 '88 Returns'라는 이름으로 컴백하였다.

## 제품
| 이름             | 규격          | 비고 |
| ---------------- | ------------- | ---- |
| 88 라이트        | Kings (83mm)  | 단종 |
| 88 멘솔          | Kings         | 단종 |
| 88 골드          | Kings         | 단종 |
| 88 디럭스 마일드 | Longs (100mm) | 단종 |

## 같이 보기
- 흡연